# Massonnens
Massonnens (Freiburger Patois Machouninⓘ) ist eine politische Gemeinde im Distrikt Glâne des Kantons Freiburg in der Schweiz.

## Geographie
Massonnens liegt auf 733 m ü. M., 4 km östlich des Bezirkshauptortes Romont (Luftlinie). Das Bauerndorf erstreckt sich auf einer Anhöhe am Nordwesthang des Gibloux, über dem Tal der Neirigue, westlich des Dorfbachs Ruisseau de Massonnens, im höheren Freiburger Mittelland.
Die Fläche des 4,2 km² grossen Gemeindegebiets umfasst einen Abschnitt des Molassehügellandes im Freiburger Mittelland. Die westliche und nördliche Grenze verläuft entlang der Neirigue, die eine 200 bis 500 m breite Talniederung aufweist. Von hier erstreckt sich der Gemeindeboden nach Südosten über den Hang von Massonnens auf die Waldhöhen von Le Mont (865 m ü. M.) und Bois de Saugy (877 m ü. M.) am Nordwesthang des Gibloux. Im Südosten, unterhalb der Höhe La Berra, wird mit 914 m ü. M. der höchste Punkt von Massonnens erreicht. Das Gebiet wird vom Ruisseau de Massonnens zur Neirigue entwässert. Von der Gemeindefläche entfielen 1997 6 % auf Siedlungen, 21 % auf Wald und Gehölze und 73 % auf Landwirtschaft.
Zu Massonnens gehören der Weiler Ferlens (790 m ü. M.) auf einer Geländeterrasse am Westabhang von Le Mont sowie einige Hofsiedlungen und Einzelhöfe. Nachbargemeinden von Massonnens sind Vuisternens-devant-Romont, Mézières, Villaz, Villorsonnens, Le Châtelard und Grangettes.

## Bevölkerung
Mit 606 Einwohnern (Stand 31. Dezember 2023) gehört Massonnens zu den kleinen Gemeinden des Kantons Freiburg. Von den Bewohnern sind 97,0 % französischsprachig, 1,7 % deutschsprachig, und 0,5 % sprechen Portugiesisch (Stand 2000). Die Bevölkerungszahl von Massonnens belief sich 1900 auf 377 Einwohner. Nach einem Höchststand 1930 mit 421 Einwohnern nahm die Bevölkerung durch starke Abwanderung bis 1970 um fast 28 % auf 307 Personen ab. Seither wurde wieder ein deutliches Bevölkerungswachstum verzeichnet.

## Wirtschaft
Massonnens war bis in die zweite Hälfte des 20. Jahrhunderts ein vorwiegend durch die Landwirtschaft geprägtes Dorf. An der Neirigue wurde früher eine Mühle betrieben. Noch heute haben die Milchwirtschaft, die Viehzucht und in geringerem Mass der Ackerbau einen wichtigen Stellenwert in der Erwerbsstruktur der Bevölkerung. Weitere Arbeitsplätze sind im lokalen Kleingewerbe und im Dienstleistungssektor vorhanden. In den letzten Jahrzehnten hat sich das Dorf auch zu einer Wohngemeinde entwickelt. Viele Erwerbstätige sind deshalb Wegpendler, die hauptsächlich in den Regionen Romont und Freiburg arbeiten.

## Verkehr
Die Gemeinde liegt abseits der grösseren Durchgangsstrassen an einer Verbindungsstrasse von Villaz-Saint-Pierre nach Grangettes. Durch die TPF-Buslinie 471, welche von Romont via Sorens nach Bulle führt, ist das Dorf an das Netz des öffentlichen Verkehrs angebunden.

## Geschichte
Die erste urkundliche Erwähnung des Ortes erfolgte 1177 unter dem Namen Massenens. Später erschienen die Bezeichnungen Massunens (1341), Massonens (1471) und Massonnens (seit 1668). Der Ortsname geht auf den germanischen Personennamen Manzo zurück und bedeutet mit dem Suffix -ens so viel wie bei den Leuten des Manzo. Noch vor Massonnens wurde Ferlens bereits im Jahr 929 als Fredingis erwähnt.
Seit dem Mittelalter bildeten Massonnens und Ferlens zwei eigene kleine Herrschaften, die unter der Oberhoheit des Hauses Savoyen standen. Im 13. und 14. Jahrhundert ist das Adelsgeschlecht de Massonnens bezeugt. Als die Berner 1536 das Waadtland eroberten, kamen die beiden Dörfer unter die Herrschaft von Freiburg und wurden der Vogtei Pont-Farvagny zugeteilt. Nach dem Zusammenbruch des Ancien Régime (1798) gehörten Massonnens und Ferlens während der Helvetik bis 1803 zum Bezirk Romont, danach zum Bezirk Farvagny. Im Jahr 1809 wurde Ferlens nach Massonnens eingemeindet. Mit der Inkraftsetzung der neuen Kantonsverfassung wurde Massonnens 1848 in den Bezirk Glâne eingegliedert.
Im Rahmen der vom Kanton seit 2000 geförderten Gemeindefusionen sollten Massonnens, Grangettes und Le Châtelard zusammengelegt werden. Nachdem die Bewohner von Massonnens im April 2005 eine Fusion abgelehnt hatten, wurde das Projekt vorläufig aufs Eis gelegt.

## Sehenswürdigkeiten
Seit 1540 besass Massonnens eine Kapelle. 1672 wurde eine neue Kirche errichtet; das heutige Gotteshaus stammt von 1846.